# Шпитцер, Манфред
Манфред Шпитцер (нем. Manfred Spitzer; род. 27 мая 1958, Lengfeld (Odenwald), Гессен) — немецкий нейробиолог, психиатр и писатель.

## Биография
Манфред Шпитцер родился 27 мая 1958 года в Ленгфельде, Дармштадт, Гессен, Германия. После окончании гимназии Макса Планка в Грос-Умштадте он изучал медицину, философию и психологию в Университете Фрайбурга. В это время он зарабатывал деньги на жизнь уличным музыкантом среди других профессий. Шпитцер — издатель торгового журнала Nervenheilkunde и член Попечительского совета Stiftung Louisenlund. Он придерживается противоречивого мнения о смартфонах, аргументируя тем, что они заставляют детей «болеть», «глупеть» и «зависеть», и что пользование гаджетами следует разрешать без присмотра только в возрасте 18 лет и старше. Некоторые ученые не согласны с его мнением и говорят, что эти устройства очень важны в современном мире и могут быть полезными, и детям нужно научиться правильно ими пользоваться как можно раньше.

## Награды
- 1992: Премия DGPPN-Duphar-Forschungsförderpreis Немецкого общества психиатрии и психотерапии, психосоматики и неврологии[11]
- 2002: Приз Фонда Когито[12]

## Публикации
- Манфред Шпитцер. Антимозг: цифровые технологии и мозг. — АСТ, 2015. — ISBN 978-5-457-51598-7. [на русском языке]
- Галлюцинации. Вклад в общую и клиническую психопатологию. Springer, Berlin 1988, ISBN 3-540-18611-5.
- в соавторстве с Leo Hermele: От дегенерации к ожиданию — мысли о неменделевском наследовании психоневрологических заболеваний с исторической и современной точки зрения. в: Gerhardt Nissen, Frank Badura (Hrsg.): Schriftenreihe der Deutschen Gesellschaft für Geschichte der Nervenheilkunde. Band 2. Würzburg 1996, S. 111—127.
- Кетчуп и коллективное бессознательное. Истории из неврологии. Schattauer, Stuttgart 2001, ISBN 3-7945-2115-3.
- Учиться. Исследования мозга и школа жизни., 2002, ISBN 9783827413963.
- Музыка в голове: слушание, создание музыки, понимание и переживание в нейронной сети. 2002.
- Самоопределение. Исследование мозга и вопрос: что нам делать? 2004.
- Лобная доля на ядре миндалины. Последние сообщения из неврологии. 2005.
- Осторожно! Электронные СМИ, развитие мозга, здоровье и общество. Klett, Stuttgart 2005, ISBN 3-12-010170-2.
- Истории исследований мозга и общества. 2006.
- Вспышки вдохновения Моцарта. Как наш мозг обрабатывает музыку. 2006.
- О смысле жизни. Пути вместо работ. Schattauer, Stuttgart 2007, ISBN 978-3-7945-2563-8.
- Любовные письма и торговые центры. Медитации в голове и над головой. Schattauer Verlag, 2008, ISBN 978-3-7945-2627-7.
- Медицина для образования. Один выход из кризиса. 2010, ISBN 978-3-8274-2677-2.
- Как дети учатся думать 2010, ISBN 978-3-902533-26-5. (4 Аудиокниги, 300 мин.)
- Думай и учись как взрослые. 2011, ISBN 978-3-902533-38-8. (3 Аудиокниги, 210 мин.)
- Цифровая деменция. Как мы сводим с ума себя и наших детей. Droemer Knaur, München 2012, ISBN 978-3-426-27603-7. (Номер #1 в списке бестселлеров Der Spiegel с 27 Августа 2012 по 9 Сентября 2012)
- (Не) социальный мозг. Schattauer, Stuttgart 2013, ISBN 978-3-7945-2918-6.
- Красная Шапочка и стресс. Schattauer, Stuttgart 2014, ISBN 978-3-7945-2977-3.
- Кибер-больной! Как цифровая жизнь разрушает наше здоровье. Droemer, München 2015, ISBN 978-3-426-27608-2.
- Одиночество. Неизвестное заболевание. Болезненно. Заразительно. Фатально. Droemer, München 2018, ISBN 978-3-426-27676-1.
- Эпидемия смартфонов. Риски для здоровья, образования и общества. Klett-Cotta, Stuttgart 2018, ISBN 978-3-608-96368-7.